# Land van Eupen

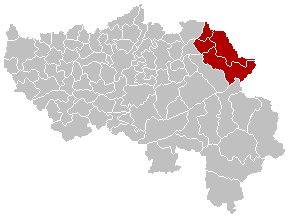
Gemeenten in het Land van Eupen, provincie Luik

Het Land van Eupen (Luxemburgs/Duits: Eupener Land, Frans: Pays d'Eupen) is het noordelijke deel van de Duitstalige Gemeenschap van België, op de grens met Duitsland. Het komt overeen met het kanton Eupen.
Eupen is de hoofdplaats van deze streek.
In het Land van Eupen is de volkstaal van oudsher het Duits of het dialect Ripuarisch, dat ook in het aangrenzende deel van Duitsland wordt gesproken en in enkele gemeenten in Nederlands Limburg, zoals Kerkrade en Vaals.

## Gemeenten in het Land van Eupen
- Eupen (met Kettenis)
- Kelmis (La Calamine) (met Neu-Moresnet en Hergenrath)
- Lontzen (met Walhorn)
- Raeren (met Eynatten en Hauset)